# 阿科馬約區
阿科馬約區（西班牙語：Distrito de Acomayo），是秘魯的一個區，位於該國南部庫斯科大區的阿科馬約省，始建於1825年6月21日，面積141.27平方公里，海拔高度3,207米，2005年人口5,062，人口密度每平方公里36人。